# Кавказький заповідник

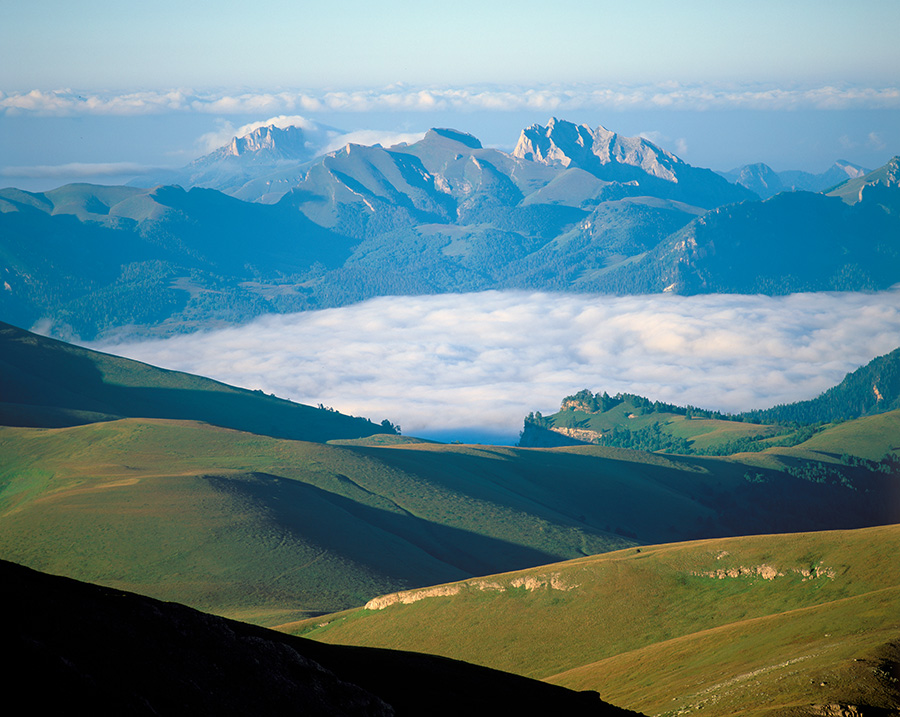

Кавка́зький держа́вний приро́дний біосфе́рний запові́дник (рос. Кавказский государственный природный биосферный заповедник) — Російський державний природний заповідник, об'єкт Всесвітньої Природної Спадщини.
Заповідник є правонаступником Кавказького зубрового заповідника, створеного 12 травня 1924, розташовується на Західному Кавказі, на межі помірного і субтропічного кліматичних поясів. Загальна площа заповідника — понад 280 тис. га, з них в Краснодарському краї — 177,3 тис. га.

## Огляд
Кавказький заповідник є найбільшим гірничо-лісовим заповідником Європи і одним із старіших заповідників Росії. Заснований 12 травня 1924 року. Велика роль в організації Кавказького заповідника належить Христофору Георгійовичу Шапошникову, колишньому лісничому Білореченського лісництва Кубанського полювання.
Заповідник займає землі Краснодарського краю, Республіки Адигея і Карачаєво-Черкеської Республіки РФ, впритул примикає до державного кордону з Грузією. У відриві від основної території, в Хостинському районі Сочі, розташований субтропічний Хостинський відділ заповідника — відомий тисо-самшитовий гай, площею 302 гектари. Загальна площа заповідника — 280 335 гектарів. Він оточений охоронною зоною, численними заповідниками і пам'ятниками природи, а до його південної межі примикає Сочинський національний парк.

## Клімат
Заповідник розташувався на межі помірного і субтропічного кліматичних поясів. Теплий і вологий клімат в низькогір'ї має субтропічний характер з позитивними середніми температурами січня (+4,2 °С) і високими середніми температурами липня і серпня (20 і 21 °С). У горах сніжний покрив тримається п'ять і більше місяців. Літо помірне тепле (середні температури липня від 16 до 22 °С), річна сума опадів 700–1200 мм, максимум припадає на раннє літо.
Гірський рельєф викликає висотну поясність клімату, що обумовлює поясний розподіл ландшафтів і їхніх невід'ємних компонентів, — ґрунтів і рослинності. На кожні 100 метрів підняття над рівнем моря температура падає на 0,5 °С. Ґрунти міняються від субтропічних жовтоземів в передгір'ях до примітивних гірських у високогір'ї. Основні ґрунти заповідника — бурі гірсько-лісові і гірсько-лучні.

## Ландшафт
Особливу неповторність додають гірському ландшафту заповідника численні озера. Їх налічується більше 120. Вони невеликі за площею і часто повністю звільняються від льоду тільки у середині літа. Найбільше озеро заповідника — озеро Безмовності, з площею водного дзеркала 200 тисяч квадратних метрів.
Деякі райони заповідника (Лагонакське нагір'я, гори Фішт, Оштен, Пше-Ха-Су, Ачешбок, Трю, Ахун і інші) являють собою карстові ландшафти з дуже великою кількістю печер. Так, на Лагонакському нагір'ї їх налічується понад 130.
Не є рідкістю в заповіднику і льодовики. Всього їх близько 60, а загальна площа — 18,2 квадратних кілометра.

## Флора
Рослинність налічує 3000 видів, з яких більше половини, — судинні рослини. Найчисельнішими родинами є Айстрові (223 види), Тонконогові (114), Бобові (82) тощо. Лісова флора включає більше 900 видів, частина яких зустрічається також в гірсько-лучному поясі. Загальне число високогірних рослин перевищує 800 видів. Дерева і чагарники становлять 165 видів, зокрема 142 — листопадних, 16 — вічнозеленому листяних і 7 — хвойних.
Для флори заповідника характерна наявність реліктових видів і представників, що мають обмежене розповсюдження. Кожна п'ята рослина заповідника є ендеміком або реліктом.
Своєрідність флори заповідника додають папороті (близько 40 видів), орхідеї (більше 30 видів), вічнозелені і зимозелені види, велике число декоративних рослин.
Велика частина території заповідника покрита лісовою рослинністю, і лише у високогір'ї розвинені субальпійські і альпійські луки. У Червону книгу Росії занесено 55 видів рослин, що зростають на території Кавказького заповідника.

## Фауна
Тваринний світ налічує 89 видів ссавців, 248 — птахів, зокрема 112 що гніздяться, 15 видів плазунів, 9 — земноводних, 21 — риб, 1 — круглоротих, більше 100 видів молюсків і близько 10 000 видів комах. Точне число черв'яків, ракоподібних, павукоподібних і багатьох інших груп безхребетних тварин залишається нез'ясованим.
Представництво ссавців заповідника за родинами: їжакові, кротові та мідицеві з комахоїдних, підковоносові та лиликові з кажанів, зайцеві, вивіркові, вовчкові, тушканові, бабакові, мишеві з гризунів, псові, ведмедеві, ракунові, мустелові, котові з хижих, свиневі, оленеві та бикові з унгулят.
З великих ссавців в заповіднику представлені зубр, олень благородний, ведмідь бурий, козел кавказький, сарна, рись, скельниця і свиня дика.
Багато тварин заповідника мають обмежене розповсюдження (ендеміки), або є живими свідками минулих геологічних епох (релікти). Особливо багато їх серед безхребетних тварин, а також риб, амфібій і плазунів.
У заповідних урочищах знайшли останній притулок зникаючі види нашої планети. З хребетних тварин заповідника в Червону книгу МСОП занесено 8 видів, в Червону книгу РФ — 25 видів. А разом з безхребетними тваринами в державні і регіональні Червоні книги занесено 71 вид.
Тваринний світ заповідника неоднорідний, зустрічаються представники середземноморської, кавказької, колхидської і європейської фауни.

## Статус
Кавказький заповідник є основною частиною, ядром, території Світової природної спадщини ЮНЕСКО. Номінація «Західний Кавказ» прийнята 30 листопада 1999 на XXIII Сесії Комітету Світової Спадщини ЮНЕСКО. Заповідник став п'ятим об'єктом Росії, яким присвоєний подібний статус (Сертифікат Світової природної спадщини ЮНЕСКО від 4 грудня 1999).

### Оцінка ЮНЕСКО
19 лютого 1979 рішенням ЮНЕСКО Кавказькому заповіднику надано статус біосферного, а в січні 2008 року названо іменем Х. Г. Шапошнікова.
У квітні 2008 відбувся візит до Росії сумісної місії ЮНЕСКО і МСОП. У опублікованому звіті мовиться:
«Місія дуже стурбована вирубками лісу в пам'ятниках природи „Верхів'я річки Цице“ і „Верхів'я річок Пшеха і Пшехашха“, розташованих в північно-західній частині Спадщини. Увага російських властей була привернута до несприятливих впливів цієї діяльності на видатну універсальну цінність і цілісність об'єкта. Місія вважає, що ця діяльність, якщо вона буде продовжена, поставить Спадщину під загрозу».

## Виноски
1. ↑  http://www.unesco.org/mabdb/br/brdir/directory/biores.asp?code=RUS+01&mode=all
2. ↑  
«Заповеднику присвоили имя». Сочи (російською) . Деловой Петербург ISSN 1606-1829 (Online). 11:01; 21 січня 2008. Архів оригіналу за 27 червня 2013. Процитовано 21 січня 2008. {{cite web}}: Зовнішнє посилання в |publisher= (довідка)
3. ↑  Експерти ЮНЕСКО і МСОП настійно закликають Росію до вживання реальних заходів з забезпечення збереження «Західного Кавказу»[недоступне посилання з липня 2019]